# Аль-Сунбати, Риад
Риад Мохамед аль-Сунбати (араб. رياض محمد السنباطي‎; 30 ноября 1906, Фарискур, Думьят, Египет — 10 сентября 1981, Фарискур, Думьят, Египет) — египетский композитор и музыкант XX века, считавшийся иконой египетской музыки. Число его произведений составляет 539 работ в таких жанрах как, оперетта, поэма, кинематографическая и религиозная песня. Число поэтов-песенников, для которых он сочинял музыку, составляет более 120 человек. Он сочинял для многих известных певцов, таких как Умм Кульсум, Файруз, Асмахан, Варда Аль-Джазаирия и другие.

## Биография
Риад аль-Сунбати родился 30 ноября 1906 года в городе Фарискур и был первым мальчиком в семье после восьми девочек. Его отец был певцом на мавлидах, свадьбах и религиозных праздниках в близлежащих городах и деревнях. Риад часто слушал, как отец играет на уде и поёт. Когда ему было девять лет, отец поймал его возле школы, когда он прятался на плотницкой лесопилке, играя на уде и распевая песни Сайеда Дарвиша, и решил взять его с собой петь на свадьбах. Отец не остался в Фарискуре, а отправился со своей семьей в Мансуру, где молодой Риад был отправлен учится в мектеб. Однако учёба интересовала его не так сильно, как музыка.
Когда Сунбати было девять лет, у него появилась болезнь глаз, из-за чего ему было трудно читать, поэтому он бросил учёбу, и отец начал учить его основным принципам музыки и ритма. Риад проявил незаурядный талант и стал звездой группы и её солистом. Вскоре он заработал себе прозвище Соловей Мансуры (Бюльбюль аль-Мансура). Когда Сайед Дарвиш впервые услышал Сунбати, он пригласил его поехать с ним в Александрию, чтобы иметь больше возможностей, но отец Риада отказался, поскольку он зависел от сына в своей группе.

### Музыкальная карьера
В 1928 году отец Сунбати переехал в Каир вместе с сыном, думая, что Риад заслуживает того, чтобы проявить себя в художественной жизни, точно так же, как Умм Кульсум, чей отец был другом отца Риада до переезда в Каир. В этом году у Сунбати начался новый этап в его жизни, он записался в Арабский музыкальный институт и был назначен преподавателем игры на уде и пения. Здесь он начал приобретать известность, и его имя стало появляться на торжествах института как искусного музыканта. Однако он пробыл там всего три года, после чего уволился и решил войти в мир композиторства. Его первая композиция была на стихи Ахмеда Шауки, которую позже исполнил Мохаммед Абд аль-Ваххаб, он также работал удистом и вокалистом в ансамбле Мохаммеда Абд аль-Ваххаба. В начале 1930-х годов он начал работать с Audion records, крупной египетской студией звукозаписи, где записывали различные авторские таксимы. Компания Audion представила его как композитора для своих знаменитых певцов, таких как Салех Абдель Хай, Абдель Гани аль-Сайед, Раджа Абдо и Наджат Али. В 1977 году, Риад аль-Сунбати получил престижную Международную музыкальную премию ЮНЕСКО как исполнитель на уде, став первым человеком с Ближнего Востока и единственным египтянином, получившим эту награду. Он также был известен своими уникальными и оригинальными таксимами, которые известны как самые аутентичные арабские таксимы этого периода, широко используемые в качестве модели для макамов в музыкальных школах Ближнего Востока. Одна из его самых известных инструментальных композиций — "Лонга риад" (также известная как "Лонга султани йигах"), которая считается самой известной арабской лонгой, на которой играли многие западные и турецкие оркестры и удисты.